# GN-003 主天使GUNDAM
GN-003 主天使GUNDAM（英語：GN-003 Gundam Kyrios），為日本科幻動畫作品《機動戰士GUNDAM 00》中登場的機動戰士（Mobile Suit），由阿雷路亞·帕普提茲姆所駕駛。

## 介紹
主天使GUNDAM的最大特徵為能夠變形為飛行形態，在此形態下能搭載「尾部組件」（英語：Tail Unit）以對應各種任務，於戰場中擅長利用飛行形態下的超高速，進行一擊脫離攻擊。
聯合量產機旗幟式及AEU量產機制定式均擁有飛行形態，但一般只能以單一形態戰鬥，而GN粒子則使本機能在戰鬥中隨意切換飛行型態或MS型態。在MS形態時也擁有不亞於其他GUNDAM的戰力，在格鬥戰及射擊戰均有一定水平。
名稱源自於九大天使階級之一的「主天使」（希臘語：Kyriotetes）。

## 重要戰鬥史

### 第一季

#### 第1話
首次出擊，於恐怖分子襲擊人革聯軌道電梯「天柱」時，以GN機關砲攔截了恐怖分子向軌道電梯發射的導彈，並把恐怖分子擊墜。

#### 第10話
於人革聯之GUNDAM捕獲作戰中，曾一度遭俘虜，並帶回運輸艦EDI-40-II老虎。
駕駛員阿雷路亞的殘暴雙重人格哈雷路亞覺醒後，機體重新啟動，並從內部破壞了「老虎」。逃出後，首度使用盾牌內之高熱劍摧毀了明中尉所駕駛鐵人式。

#### 第11話
首次也是唯一一次攜帶火箭砲尾部組件，入侵人革聯太空殖民地「全球」，並摧毀人革聯之超兵研究設施。

#### 第15, 16話
在塔克拉馬干沙漠被聯合國軍伙伏擊，於被俘虜途中，因座天使二型介入而成功逃出．

##### 第23話
首次也是唯一一次攜帶加農砲型尾部組件，迎戰聯合國厄運式部隊；於劣勢中，首次使用「Trans-AM」系統。

#### 第24話
在去除加農砲型尾部組件下再度迎戰聯合國厄運式部隊，遭MA阿爾瓦特雷所發射的主砲波及，機體右臂及右腿被燒毀。

#### 第25話
阿雷路亞與哈雷路亞雙重人格合而為一後，與餘下兩台厄運式（索瑪和謝爾蓋）交戰。
使用Trans-AM系統對索瑪作出致命一擊時，被謝爾蓋挺身擋下，機體隨即被索瑪重創。機體右臂、左臂、右腿和頭部右眼戰損。
其太陽爐被天上人分支「天使」之成員馮恩·史帕克回收後，主天使殘機被人革連用作開發新型機的測試機。

### 番外篇
陣風型主天使GUNDAM被世界所知是在「流星之夜」（Meteor Night），Union的資源衛星群墜落事故中。
當時用於殖民衛星建設而運到了拉格朗日點L1的小行星的一部分，不知什麼原因，開始向地球墜落（現在其原因仍未確定）。
天上人在這場事故中行動了，使用超遠距離射擊裝備的力天使GUNDAM，從地面將突入大氣層的巨大小行星殘骸射擊粉碎，而剩餘的碎片就由能夠在大氣層中飛行的陣風型主天使GUNDAM破壞了。

## 裝備

### 武裝

#### GN粒子束機關槍
GN粒子束機關槍（英語：GN Submachine Gun）為主天使GUNDAM專用的槍。
能在短時間內從二門槍口連射出GN粒子束，但火力相對其他GUNDAM的GN槍較弱。
如此設計是希望主天使GUNDAM在高速移動時，仍能維持高命中率。

#### GN粒子束軍刀
GN粒子束軍刀收納在腰後擋板內側；並不是實體劍，而是純粹的光束劍，和其他GUNDAM的完全相同。

#### GN盾牌／GN盾牌刺針
GN盾牌（英語：GN Shield）為高強度的E-碳纖維製盾，為減低在空中的阻力而設計得較為細長。
前端能夠展開作為鉗子使用，中央可射出高熱刺針（英語：GN Shield Needle）貫穿敵機；第一季第10話中，人革聯的運輸艦「老虎」4號艦以及明中尉的鐵人式，曾被此武器摧毀。

### 特殊裝置

#### 尾部組件
裝備在飛行形態的主天使GUNDAM尾部，根據不同的任務或作戰內容搭配適合的組件（英語：Tail Unit）。
動畫中使用過之組件包括飛彈（搭載300kg彈頭的導向飛彈，可對空對地），空對地炸彈及光束加農炮；前兩種組件在使用後為了減輕機體重量，常將其直接丟棄。根據人革聯的分析，其主要材料為「E碳纖維」。

#### Trans-AM系統
啟動Trans-AM系統的GUNDAM，能夠完全解放儲存在機體內的高濃度壓縮之GN粒子，使GUNDAM在短短3分鐘內發揮平常300％的威力。
此時，傳送GN粒子的電纜會變成紅色，漂浮在機體周圍的GN粒子也是高濃度狀態，所以整台GUNDAM看起來就變成了紅色。另一方面，Trans-AM系統結束後，機體內的粒子會被耗盡到接近底限，此時性能大幅下降。

#### 外壁迷彩膜
外壁迷彩膜（英語：Camouflage Paint Membrane）為GUNDAM待機時候使用，使機體成隱形狀態。

#### GN容器
腳部膝關節以及手肘关节，各装备有2個GN容器（英語：GN Condenser），胸部有1個GN容器，頭部有1個GN容器。
平常時儲存GN粒子，戰鬥時可以釋放出來增加出力。

#### 陣風裝備
陣風裝備賦予了主天使GUNDAM更為優秀的機動力和遠距離攻擊能力，能夠在廣域的大氣圈內戰鬥（從地表到大氣層都可以），甚至能夠單機突破大氣層。

## 變化型

### GN-003/af-G02 陣風型主天使GUNDAM
官方外傳《機動戰士GUNDAM 00V》和《機動戰士GUNDAM 00F》中登場。
型號的「af」是「大氣圈（Atmosphere）用戰鬥機（Fighter）」，「G02」是「陣風（Gust）」系列之第二型。
- 高度：31.2公尺
- 重量：84.2公噸（陣風型裝備重量29.4公噸）
- 武裝：
  - GN長射程加農砲（GN Long Barrel Cannon）
  - GN粒子束軍刀（GN Beam Saber）×2

- 特殊裝置：
  - Trans-AM系統（Trans-AM System）